# De tre stora

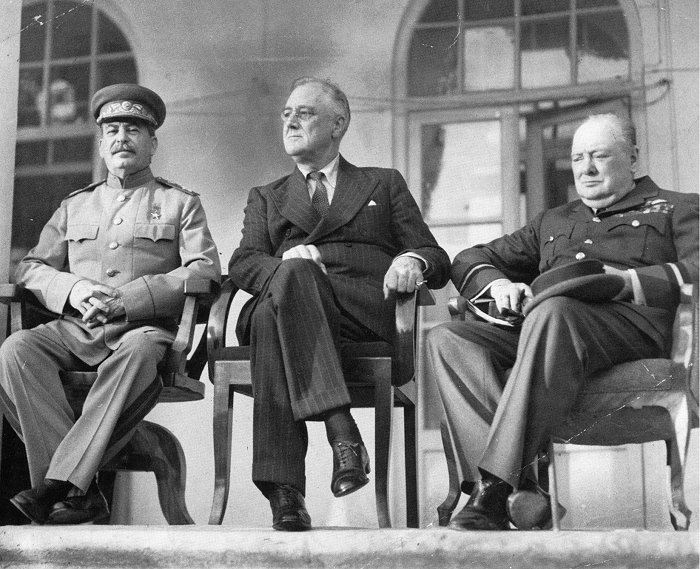
"De tre stora": Josef Stalin, Franklin D. Roosevelt och Winston Churchill vid Teherankonferensen, 1943.

De tre stora (engelska: The Big Three) kallas ibland ledarna för de tre mest betydelsefulla allierade makterna i andra världskriget, Storbritanniens premiärminister Winston Churchill, USA:s president Franklin D. Roosevelt och Sovjetunionens ledare Josef Stalin.
Andra världskriget bröt ut i september 1939, men det skulle dröja över två år innan ovanstående konstellation fanns på plats. Sovjetunionen och USA kom med i kriget på den allierade sidan först under 1941. De tre ledarna träffades första gången 1943 i Teheran, vid en konferens där länderna drog upp riktlinjer för att samordna insatser och mål.

## Konferenser där samtliga tre (Churchill, Roosevelt och Stalin) närvarade
- Teherankonferensen (28 november–1 december 1943)
- Jaltakonferensen (4–11 februari 1945)